# Boireau a mangé de l'ail
Boireau a mangé de l'ail è un cortometraggio muto del 1908 diretto da Georges Monca.

## Trama
Boireau ordina alla cuoca di usare l'aglio in cucina e lei, senza voler risparmiare, ne aggiunge a volontà una dose extra. La prima vittima dell'alito di Boireau sarà un cane che gli si siede vicino e che, quando lui si volta e gli fiata addosso, cade svenuto. Subito dopo, a cadere a terra saranno uno spazzino e un pittore su una scala, poi la donna che vende i giornali. In metropolitana, Boireau incrocia un tizio che sta salendo le scale e che va giù dopo essere stato sottoposto al suo mefitico fiato. Stesso effetto - collettivo - per i passeggeri della vettura. Camminando in strada, anche due ladri che gli si affiancano cadono giù come birilli e, stessa cosa, capita subito dopo a due poliziotti. Ritornato a casa, Boireau, va in camera sua e, spogliandosi, si guarda allo specchio e vi soffia contro: a questo punto, finirà anche lui a terra, privo di sensi.

## Produzione
Il film fu prodotto dalla Pathé Frères.

## Distribuzione
Distribuito dalla Pathé Frères che lo importò e lo distribuì nello stesso anno anche negli Stati Uniti con il titolo inglese Jim Is Fond of Garlic, il film - un cortometraggio di 110 metri - uscì nelle sale francesi il 22 agosto 1908.